# Антониадис, Эммануил

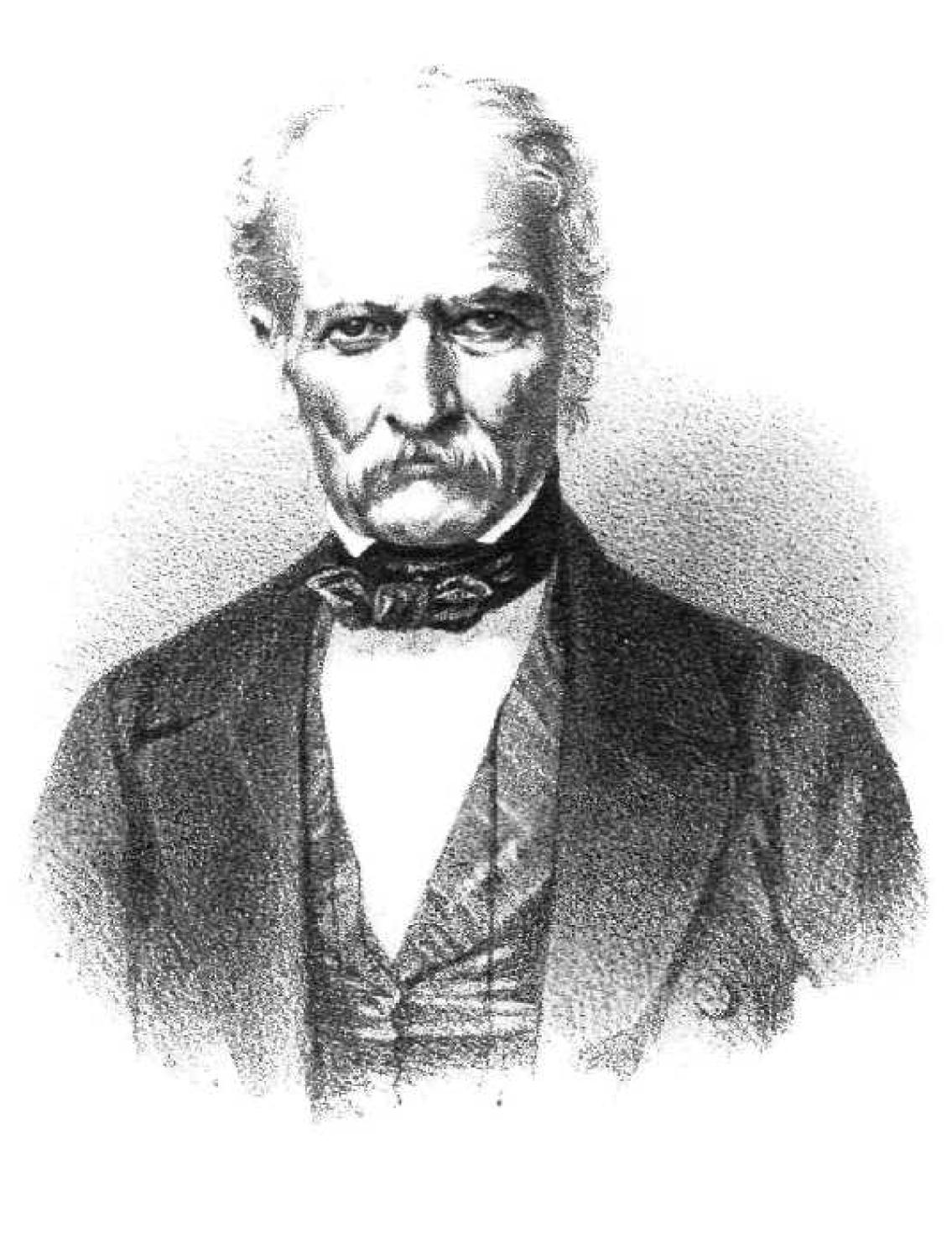
Эммануил Антониадис. Из Национального дневника Вретоса 1865

Эммануил Антониадис (греч. Εμμανουήλ Αντωνιάδης; 1791, Ханья — 2 августа 1863, Афины) — участник Греческой революции, «Мужественный боец и либеральный политик», остался более всего известен в греческой историографии как «борец за независимую журналистику» и журналист, стоящий у истоков независимой греческой прессы.

## Биография
Антониадис родился в Халепа, пригороде города Ханья, остров Крит, в 1791 году.
В 1814 году отправился в Константинополь работать в коммерческой компании. Вскоре открыл свою коммерческую компанию. Был образован (самообразование). Говорил на итальянском и французском языках. В Константинополе был посвящён в тайное греческое революционное общество Филики Этерия. Гонимый турками за революционную деятельность, Антониадис бежал из Константинополя и нашёл убежище в Одессе. Из Одессы, через Вену и Триест, Антониадис оказался на Пелопоннесе накануне Греческой революции.

## Греческая революция
В начале революции принял участие в военных действиях на Крите. После неудач повстанцев на острове перебрался на Пелопоннес.
Летом 1825 года отряд критян в 300 бойцов вернулся с полуострова Пелопоннес. 9 августа, под командованием Димитриса Калергиса и Антониадиса, повстанцы взяли крепость Грамвуса, которая стала их базой на протяжении так называемого «периода Грамвусы»..
В 1827 году Антониадис представлял Крит на 3-м Национальном собрании. В мае 1827 года Антониадис был включён в состав комитета 19-ти, готовившего текст новой Конституции. Всего через 22 дня текст был готов. Конституция начиналась словами: «Суверенитет принадлежит нации. Любая власть исходит от неё и существует ради неё».
Огонь Революции на Крите тлел и критские беженцы на Пелопоннесе и «в особенности Антониадис» действовали для отправки войск на Крит, под командованием известных военачальников Костас Боцарис и другие военачальники отказались. Вызов принял командир маленького кавалерийского отряда эпирот Хадзимихалис. Экспедиции не способствовали ни обстановка на Крите, пострадавшем от военных действий предыдущих лет, ни международная обстановка: Британия противилась включению Крита в возрождаемое греческое государство, Франция занимала выжидательную позицию, лишь Россия относилась к этому благосклонно.
Хадзимизалис и Антониадис, с сотней каваллеристов, вышли из Нафплиона к Криту в январе 1828 года, на борту брига «Леонидас». Северо-восточнее мыса Малеас (юг Пелопоннеса) они случайно встретили британский фрегат HMS Warspite, на борту которого находился Иоанн Каподистрия. Каподистрия, направлявшийся в Нафплион принимать правление Грецией, принял Хадзимизалиса и Антοниадиса холодно. Последние восприняли дипломатичное поведение Каподистрии как безразличие к судьбе Крита.
Хадзимихалис и его кавалеристы героически погибли в ставшем легендой бою под Франгокастелло, 13 мая 1828 года, но экспедиция не имела положительного результата. Крит остался вне пределов возрождаемого греческого государства.

## Журналист
Антониадис был противником абсолютистского стиля правления Иоанна Каподистрии. 1 февраля 1832 года Антониадис выпустил первый лист одной из трёх антикаподистрийских газет, которой дал имя «Иос» (греч. Ηώς — Эос). Имя было выбрано не случайно: Эос . богиня зари, сестра Гелиоса, предвещала восход солнца.
Газета выходила раз в неделю. В первых листах газеты Антониадис свою полемику начал с «умным подходом». С первого листа 1 февраля 1830 года и в продолжениях, газета печатала «Статью о правлении» в переводе из английской энциклопедии. Статья закончилась листом № 6. Последовал двойной лист № 7-8, где атака на Каподистрию была прямой. Последовала первая в истории современной Греции акция властей против прессы. 9 апреля 1830 года полиция произвела налёт на типографию, конфисковала все листы и опечатала типографию. Состоялся суд над Антониадисом, который был осуждён на 1 месяц заключения, с выплатой также суммы в 100 «фениксов». Антοниадис стал первым греческим журналистом осуждённым за свои статьи.
По выходе из тюрьмы Антониадис вновь издал свою газету 23 августа 1831 года. 9 апреля 1831 года апелляционный суд оправдал Антониадиса. В ответ власти издали закон, который обязывал газеты предоставлять банковкую гарантию в 4000 фениксов за ведение «подрывной антиправительственной пропаганды». У Антониадиса не было таких денег и он был вынужден закрыть газету. По этому поводу греческий поэт-сатирик Суцос, Александрос писал:
пресса свободна, лишь бы не вредила
служащим властей
судьям, министрам и друзьям министров
пресса свободна, лишь бы не писала
Впоследствии и после убийства Каподистрии, Антониадис продолжил независимую журналистику издавая газету Афина (греч. Αθηνά) (1832—1863).